# Voyage sans retour
Voyage sans retour (Voyage sans retour?) è il primo album della band visual kei giapponese MALICE MIZER. È stato pubblicato il 9 giugno 1996 dalla label indie Midi:Nette.
Esiste una sola versione dell'album con custodia jewel case, ma la prima stampa era in edizione limitata e numerata in 5000 esemplari con cofanetto cartonato e booklet fotografico.

## Tracce
Tutti i brani sono testo di Gackt Camui e musica di Mana, tranne dove indicato.

Dopo il titolo è indicata fra parentesi "()" la grafia originale del titolo.
1. Yami no kanata he~ (闇の彼方へ〜?) - 0:27 (Mana)
2. Transylvania (Transylvania?) - 4:02
3. Tsuioku no kakera (追憶の破片?) - 6:22
4. premier amour (premier amour?) - 4:56
5. Itsuwari no musette (偽りのmusette?) - 5:13 (Gackt Camui - Közi)
6. N·p·s N·g·s (N・p・s N・g・s?) - 4:06
7. claire ~Tsuki no shirabe~ (claire〜月の調べ〜?) - 5:47 (Gackt Camui - Közi)
8. Madrigal (Madrigal?) - 4:04 (Gackt Camui - Közi)
9. Shi no butō (死の舞踏?) - 5:26 (MALICE MIZER - Mana)
10. ~Zenchō~ (〜前兆〜?) - 4:20 (Mana)

## Formazione
- Gackt - voce
- Mana - chitarra
- Közi - chitarra
- Yu~ki - basso
- Kami - batteria